# Bright Flight
Bright Flight è il quarto album in studio del gruppo musicale statunitense Silver Jews, pubblicato nel 2001.

## Tracce
Testi e musiche di David Berman, eccetto dove indicato.
1. Slow Education – 3:07
2. Room Games and Diamond Rain – 4:34
3. Time Will Break the World – 3:17
4. I Remember Me – 5:32
5. Horseleg Swastikas – 3:20
6. Transylvania Blues – 3:03
7. Let's Not and Say We Did – 2:59
8. Tennessee – 4:10
9. Friday Night Fever – 2:44 (Blake Mevis, Dean Dillon, Frank Dycus)
10. Death of an Heir of Sorrows – 2:35